# Танго аргентино
Танго аргентино је српски филм снимљен 1992. године који је режирао Горан Паскаљевић, а сценарио је писао Гордан Михић. Ово је, иначе, последњи филм Мије Алексића.

## Кратак садржај
Слом једнопартијског политичког система изазвао је потрес на социјалном плану Југославије. У околностима раслојавања породице, живи дечак чији родитељи не умеју да се снађу. Отац, професор музике, обавља чудне послове не би ли остварио допунску зараду, а мајка, преводилац, прихвата да за скромну накнаду помаже старијим и изнемоглим. Ускочивши изненада у „посао“ своје мајке, дечак почиње да буди старце, да покреће њихове успаване душе, да им убризгава вољу за животом, да их окупља и зближава. Али, у сусрету са остарелим људима и дечак је на добитку: добија оно што му је породица ускратила — љубав, разумевање, пажњу и топлину. Међутим, биолошки закони делују и дечакови пријатељи полако нестају и он почиње да осећа болне губитке. Са последњим старцем, без знања родитеља, дечак ће побећи на море и провести неколико незаборавних дана. Дечаку је то прва загледаност у плаветнило, старцу последња...

## Улоге
| Глумац                  | Улога                     |
| ----------------------- | ------------------------- |
| Мија Алексић            | господин Хулио Поповић    |
| Предраг Мики Манојловић | oтац                      |
| Ина Гогалова Маројевић  | мајка                     |
| Никола Жарковић         | Никола                    |
| Чарна Манојловић        | сестра Селена             |
| Рахела Ферари           | госпођа Нана              |
| Љубица Ковић            | госпођа Бакић             |
| Миливоје Мића Томић     | господин Керечки          |
| Предраг Лаковић         | господин Галић            |
| Светозар Цветковић      | син Хулија Поповића       |
| Михајло Бата Паскаљевић | младожења                 |
| Предраг Ејдус           | директор                  |
| Ружица Сокић            | рођака                    |
| Оливера Викторовић      | медицинска сестра         |
| Љиљана Јовановић        | старија госпођа на свадби |
| Даница Константиновић   | млађа госпођа на свадби   |
| Обрен Хелцер            | старац у кафани           |
| Ратко Милетић           | болничар                  |
| Бранко Петковић         | конобар                   |
| Нера Јовановић          |                           |
| Драгомир Пешић          |                           |